# Jesús María Larrañaga
Jesús María Larrañaga Lesaca (Azpeitia, Guipúzcoa, 5 de mayo de 1956) es un exfutbolista español que se desempeñaba como defensa central, cuya carrera se centró principalmente en el Deportivo Alavés.

## Trayectoria
Larrañaga se inició en el fútbol en el equipo local de Azpeitia, el C.D. Lagun Onak. Dio el salto al primer equipo en la temporada 75-76, coincidiendo con el debut del equipo guipuzcoano en la 3ª División.
Tras el descenso del equipo en la temporada 76-77 firmó su primer contrato con el Deportivo Alavés y aunque entrenaba habitualmente con el primer equipo que jugaba en 2ª División, disputaba la mayoría de los partidos en el Alavés Aficionados que jugaba en Regional. En la temporada 78-79 consiguió el ascenso a 3ª División y debutó con el primer equipo de la mano de Txutxi Aranguren frente al Racing Club de Ferrol en el desaparecido Manuel Rivera. Durante las dos temporadas que permaneció en el filial babazorro Larrañaga compartió vestuario con jóvenes promesas como Andoni Zubizarreta, Iñaki Ocenda o Luis María López Rekarte.
En la temporada 79-80 formó parte de manera definitiva de la primera plantilla (coincidió en su primera temporada con su primo José Antonio Odriozola Lesaca) donde acumuló 141 partidos y anotó 4 goles en las 4 siguientes temporadas con el equipo en 2ª División. Su rendimiento fue tal que el Celta de Vigo se interesó por su fichaje, aunque las negociaciones nunca llegaron a buen término. Entre las temporadas 83-86 el Glorioso jugó en 2ªB quedándose en varias ocasiones a las puertas del ascenso y con Larrañaga como uno de los puntales del equipo. Sus dos últimas temporadas en el equipo las disputó en 3ª División, tras una grave crisis institucional que provocó el descenso por impagos en la temporada 85-86, teniendo un papel prácticamente testimonial en su última temporada y renunciando a dos temporadas más de contrato.

## Clubes
| Club               | País   | Año         |
| ------------------ | ------ | ----------- |
| C.D. Lagun Onak    | España | 1975-1977   |
| Alavés Aficionados | España | 1977-1979   |
| Deportivo Alavés   | España | 1979 - 1988 |

## Carrera posterior
Larrañaga durante su etapa en el Deportivo Alavés estudió una FP en horario nocturno en la escuela profesional de los jesuitas, Jesús Obrero, para posteriormente proseguir sus estudios en la Escuela de Peritaje de Vitoria y en la Escuela Técnica Superior de Ingeniería de Bilbao. Tras su paso por la empresa privada (exceptuando una etapa como gerente del ayuntamiento de Azpeitia) actualmente es profesor de la E.H.U.-U.P.V. en la Escuela de Ingeniería de Vitoria (antigua Escuela de Peritaje).
Además Larrañaga ha tenido una carrera política de la mano del EAJ-PNV a nivel local siendo concejal y candidato a la alcaldía en las elecciones de 2011 de su localidad natal, Azpeitia. Tras perder las elecciones y permanecer dos años más como concejal abandonó el consistorio.